# Campeonato Mundial de Atletismo de 2019 - 10000 m masculino
A competição dos 10000 metros masculino no Campeonato Mundial de Atletismo de 2019 foi realizada no Estádio Internacional Khalifa, em Doha, no Catar, no dia 6 de outubro.

## Recordes
Antes da competição, os recordes eram os seguintes: 
| Recorde mundial                               | Kenenisa Bekele (ETH)       | 26:17.53 | Bruxelas, Bélgica         | 26 de agosto de 2005  |
| Recorde do campeonato                         | Kenenisa Bekele (ETH)       | 26:46.31 | Berlim, Alemanha          | 17 de agosto de 2009  |
| Melhor marca do ano                           | Hagos Gebrhiwet (ETH)       | 26:48.95 | Hengelo, Países Baixos    | 17 de julho de 2019   |
| Recorde africano                              | Kenenisa Bekele (ETH)       | 26:17.53 | Bruxelas, Bélgica         | 26 de agosto de 2005  |
| Recorde asiático                              | Ahmad Hassan Abdullah (QAT) | 26:38.76 | Bruxelas, Bélgica         | 5 de setembro de 2003 |
| Recorde da América do Norte, Central e Caribe | Galen Rupp (USA)            | 26:44.36 | Eugene, Estados Unidos    | 30 de maio de 2014    |
| Recorde sul-americano                         | Marilson dos Santos (BRA)   | 27:28.12 | Neerpelt, Bélgica         | 2 de junho de 2007    |
| Recorde europeu                               | Mo Farah (GBR)              | 26:46.57 | Eugene, Estados Unidos    | 3 de junho de 2011    |
| Recorde da Oceania                            | Ben St Lawrence (AUS)       | 27:24.95 | Palo Alto, Estados Unidos | 1 de junho de 2011    |

Os seguintes recordes mundiais ou olímpicos foram estabelecidos durante esta competição:
| Data         | Evento | Atleta                 | Tempo    | Notas               |
| ------------ | ------ | ---------------------- | -------- | ------------------- |
| 6 de outubro | Final  | Joshua Cheptegei (UGA) | 26:48:36 | Melhor marca do ano |

## Medalhistas
| Ouro                   | Prata                | Bronze               |
| Joshua Cheptegei (UGA) | Yomif Kejelcha (ETH) | Rhonex Kipruto (KEN) |

## Tempo de qualificação
| Tempo de qualificação |
| --------------------- |
| 27:40.00              |

## Calendário
| Data                 | Horário | Fase  |
| -------------------- | ------- | ----- |
| 6 de outubro de 2019 | 20:00   | Final |

Todos os horários estão no horário local (UTC+3)

## Resultado final
A final ocorreu dia 6 de outubro às 20:00. 
| Pos.              | Atleta                 | Nacionalidade  | Tempo    | Notas                |
| ----------------- | ---------------------- | -------------- | -------- | -------------------- |
| Medalha de ouro   | Joshua Cheptegei       | Uganda         | 26:48.36 | Melhor marca do ano  |
| Medalha de prata  | Yomif Kejelcha         | Etiópia        | 26:49.34 | Recorde pessoal      |
| Medalha de bronze | Rhonex Kipruto         | Quênia         | 26:50.32 |                      |
| 4                 | Rodgers Kwemoi         | Quênia         | 26:55.36 | Recorde pessoal      |
| 5                 | Andamlak Belihu        | Etiópia        | 26:56.71 |                      |
| 6                 | Mohammed Ahmed         | Canadá         | 26:59.35 | Recorde nacional     |
| 7                 | Lopez Lomong           | Estados Unidos | 27:04.72 | Recorde pessoal      |
| 8                 | Yemaneberhan Crippa    | Itália         | 27:10.76 | Recorde nacional     |
| 9                 | Hagos Gebrhiwet        | Etiópia        | 27:11.37 |                      |
| 10                | Shadrack Kipchirchir   | Estados Unidos | 27:24.74 | Recorde da temporada |
| 11                | Alex Korio             | Quênia         | 27:28.74 | Recorde pessoal      |
| 12                | Sondre Nordstad Moen   | Noruega        | 28:02.18 |                      |
| 13                | Leonard Korir          | Estados Unidos | 28:05.73 |                      |
| 14                | Soufiane Bouchikhi     | Bélgica        | 28:15.43 |                      |
| 15                | Aron Kifle             | Eritreia       | 28:16.74 |                      |
| 16                | Rodrigue Kwizera       | Burundi        | 28:21.92 | Recorde pessoal      |
| 17                | Abdallah Kibet Mande   | Uganda         | 28:31.49 |                      |
| 18                | Onesphore Nzikwinkunda | Burundi        | 29:11.50 |                      |
| 19                | Hassan Chani           | Bahrein        | DNF      | DNF                  |
| 19                | Thierry Ndikumwenayo   | Burundi        | DNF      | DNF                  |
| 19                | Julien Wanders         | Suíça          | DNF      | DNF                  |

Legenda
| Recorde mundial       | Recorde mundial (World record)               |                       | Recorde africano                      | Recorde africano (African) |                                           | Q | Classificado por posição (Qualified) |
| Recorde do campeonato | Recorde do campeonato (Championship record)  | Recorde da América    | Recorde da América (Americas)         | q                          | Classificado por melhor tempo (Qualified) |   |                                      |
| Melhor marca do ano   | Melhor marca do ano (World leading)          | Recorde asiático      | Recorde asiático (Asian)              | DNS                        | Não largou (Did not start)                |   |                                      |
| Recorde nacional      | Recorde nacional (National record)           | Recorde europeu       | Recorde europeu (European)            | DNF                        | Não terminou (Did not finish)             |   |                                      |
| Recorde pessoal       | Recorde pessoal do atleta (Personal best)    | Recorde da Oceania    | Recorde da Oceania (Oceania)          | DSQ / DQ                   | Desclassificado (Disqualified)            |   |                                      |
| Recorde da temporada  | Recorde da temporada do atleta (Season best) | Recorde sul-americano | Recorde sul-americano (South America) | NM                         | Sem marca (No mark)                       |   |                                      |